# Schizodon fasciatus
Schizodon fasciatus är en fiskart som beskrevs av Johann Baptist von Spix och Agassiz 1829. Schizodon fasciatus ingår i släktet Schizodon och familjen Anostomidae. Inga underarter finns listade i Catalogue of Life.